# 카르트벨리어족
카르트벨리어족 (ქართველური, 영어: Kartvelian languages) 또는 남캅카스어족은 캅카스 지역의 한 어족으로, 해당 어족의 언어들은 주로 조지아 및 터키 일부 지역에서 사용된다. 대표적인 언어로는 조지아의 공용어인 조지아어가 있으며, 이외에 조지아 국내에서 사용되는 민그렐어, 스반어, 그리고 터키 일부 지역에서 사용되는 라즈어가 있다. 이들 언어의 총 화자 수는 약 520만 명 정도이며, 그 중 약 400만 명은 조지아어 화자이다.

## 분류
- 스반어 (Svan)
- 조지아잔어파 또는 카르트잔어파 (Karto-Zan)
  - 조지아어
  - 잔어군 (Zan)
    - 민그렐어 (Mingrelian/Megrelian)
    - 라즈어 (Laz)